# Mandragora lekarska
Mandragora lekarska (Mandragora officinarum L.) – gatunek rośliny należący do rodziny psiankowatych. Pochodzi z obszaru śródziemnomorskiego (Algieria, Maroko, Tunezja, Chorwacja, Czarnogóra, Macedonia Północna, Grecja, Włochy, Hiszpania, Portugalia, Izrael, Jordania, Liban, Syria, Turcja, Cypr), ale rozprzestrzenił się również gdzieniegdzie w innych regionach świata. Jest też uprawiany.

## Morfologia

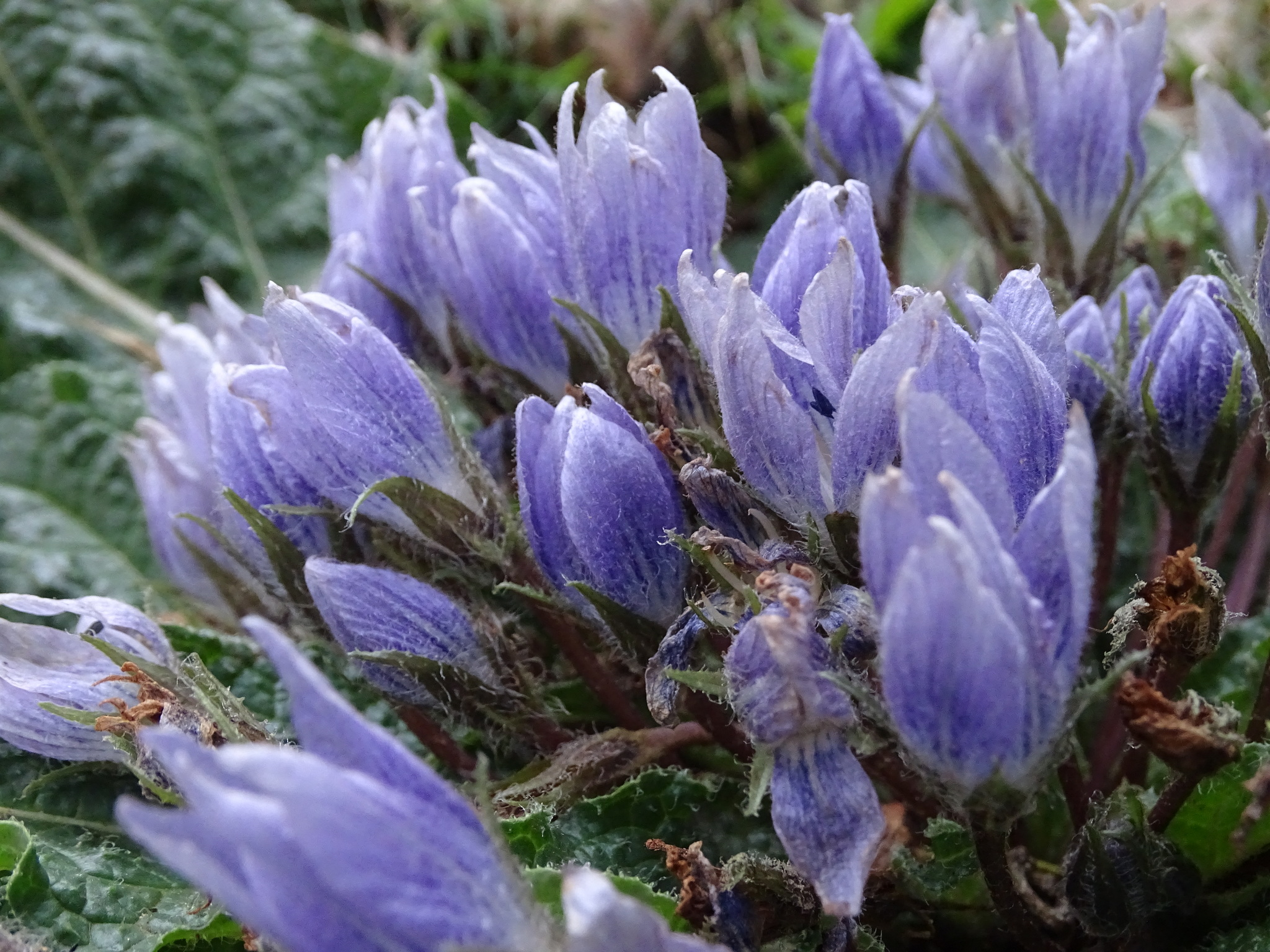
Kwiaty mandragory lekarskiej

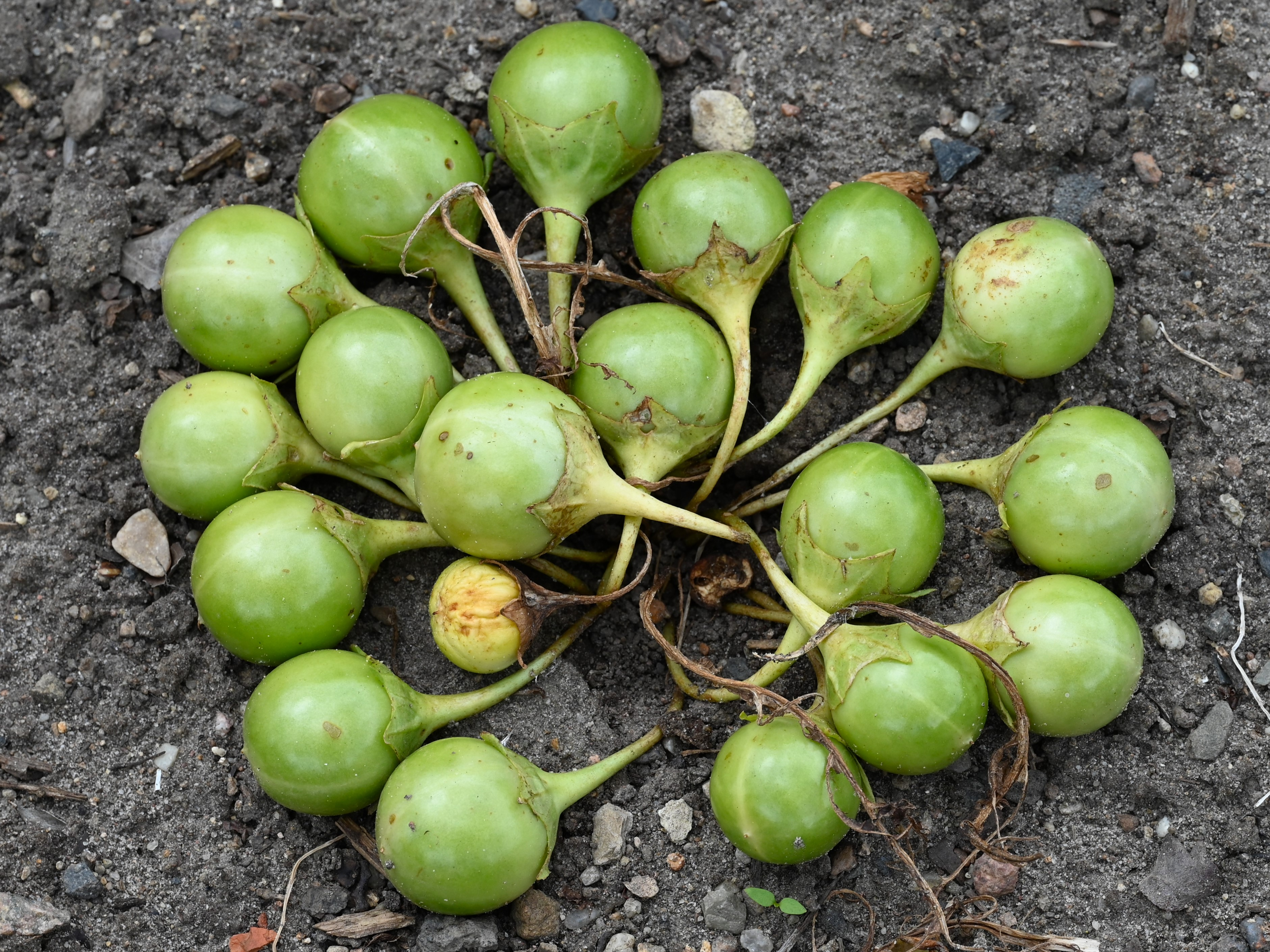
Owoce mandragory lekarskiej

PokrójBylina o wysokości do 30 cm i bardzo skróconej łodydze.
LiścieKrótkoogonkowe, zwykle nagie, na końcach zaostrzone. Duże, podługowatojajowate, karbowanoząbkowane.
KwiatyWyrastają pojedynczo na długich szypułkach, mają 5-wrębny kielich, brudnobiałą lub zielonkawobiałą koronę, 1 słupek i 5 pręcików znajdujących się w rurce korony.
OwocDuże, kuliste, żółtawe jagody o nieprzyjemnym zapachu. Osiągają 2–3 cm średnicy.
KorzeńGruby, mięsisty, brązowy, często rozwidlony, wrzecionowaty, o długości do 60 cm.

## Biologia i ekologia
Bylina. Kwitnie od czerwca do lipca. Roślina trująca, zawiera m.in. atropinę i alkaloidy z grupy tropanowych. Spożywana w większych ilościach może wywołać podrażnienie dróg oddechowych, podobno także delirium, jest psychoaktywna i ma właściwości mocno pobudzające.

## Zastosowanie

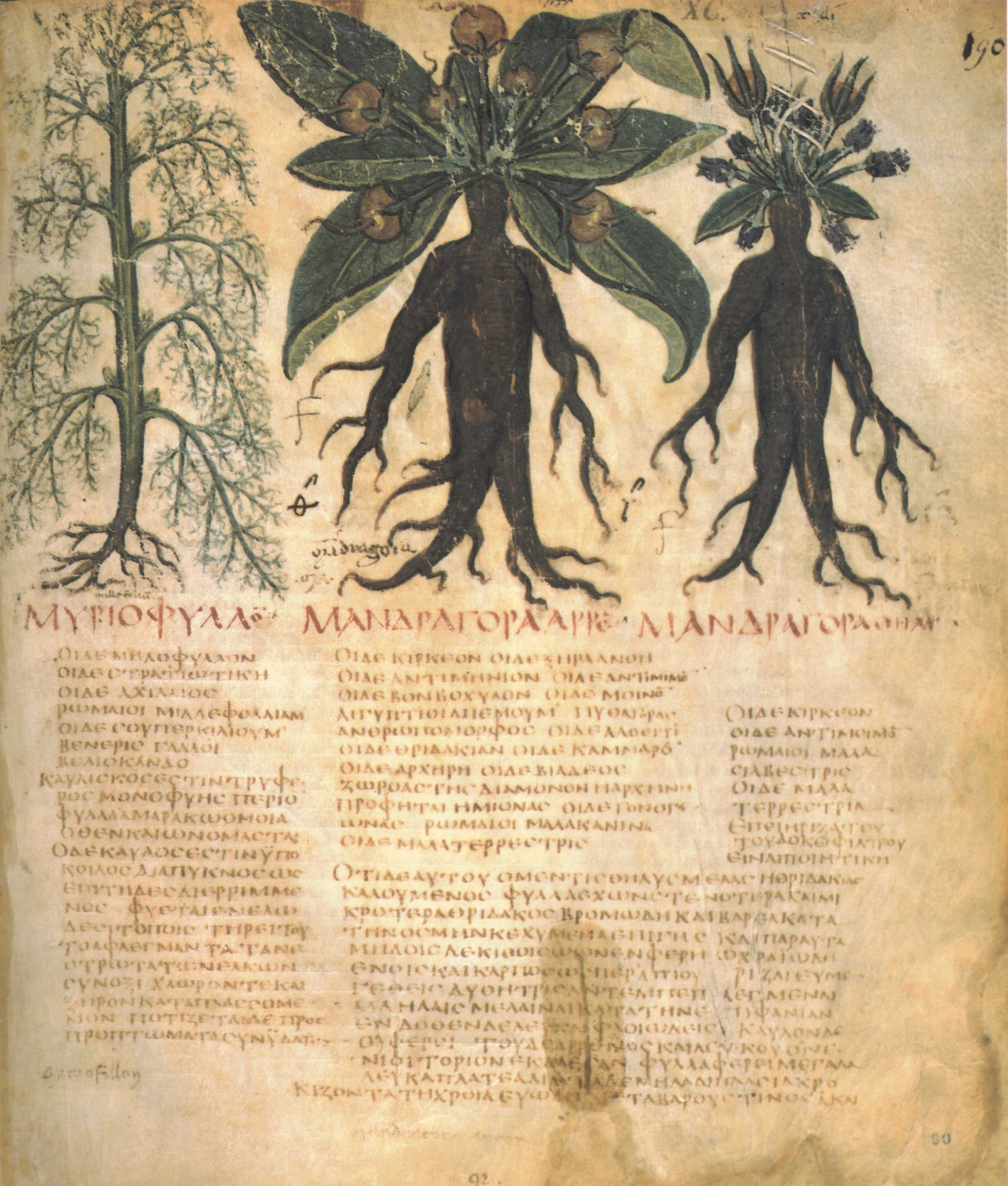
Mandragora na starych rycinach

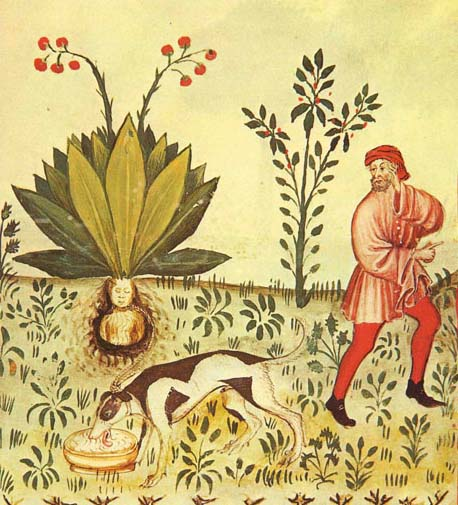
XV-wieczna księga ilustrująca metodę wyrywania mandragory

- Roślina uprawiana dla korzeni i jadalnych jagód.
- Roślina lecznicza: Ma własności psychoaktywne[7]. Stosowana w produkcji środków przeciwbólowych, zwłaszcza w chorobach reumatycznych. Jako roślina lecznicza mandragora jest obecnie prawie zapomniana, używana sporadycznie jako składnik o działaniu rozkurczowym.
  - Surowiec zielarski: korzeń (Radix Mandragorae). Jest jednym z surowców tropanowych, podobnie jak liście bielunia, lulka czarnego i korzeni i liści pokrzyku wilczej jagody. Zawiera alkaloidy (ok. 0,37%), w tym hioscyjaminę, skopolaminę, atropinę.
  - Zbiór i suszenie: korzeń wykopuje się jesienią i suszy w cieniu, a następnie w ogrzewanych suszarniach. Korzenie o przeznaczeniu farmaceutycznym przed suszeniem kroi się na plastry[5].

## Udział w kulturze
- Jako roślina lecznicza wymieniona jest już w staroegipskim papirusie Ebersa z 1550 r. p.n.e[7]. Hipokrates zalecał stosowanie małych doz nalewki dla opanowania depresji i stanów lękowych. Teofrast zalecał stosowanie na rany po zmieszaniu z mąką.
- Na grobowcach egipskich pochodzących z okresu począwszy od 1550 r. p.n.e. znajdują się motywy mandragory[7].
- W biblijnej Księdze Rodzaju (30,14-16) mandragora występuje jako przedmiot sporu między Rachelą i Leą – dwiema żonami Jakuba. Rachela, która dotąd nie miała dzieci wierzyła, że mandragora uleczy jej bezpłodność[7].
- W czasach biblijnych uznawano mandragorę za afrodyzjak i stosowano w różnych rytuałach płodności[7].
- W starożytności mandragorę uważano za środek przeciwbólowy i nasenny. Używano jej więc do ukojenia chronicznych bólów, a także przepisywano na melancholię, reumatyzm i drgawki.
- W czasach Pliniusza Młodszego używano mandragory jako środka znieczulającego, podając pacjentom przed operacją kawałek jej korzenia do żucia[7]. Była także popularnym składnikiem miłosnych eliksirów, a najsilniejsze z nich miała sporządzać sama Kirke, toteż mandragorę nazywano Kirkaia, tj. roślina czarodziejskiej Kirke.
- Mandragora była atrybutem bóstw podziemnych, zsyłających śmierć, takich jak Hekate, w której czarodziejskim ogrodzie rosła. Mandragora zwana była przez Greków również Apollinaris od stanów transu Pytii delfickiej, wieszczki Apollina.
- W średniowieczu i później, silnie zgrubiały, rozgałęziony korzeń (tzw. alrauna) tej rośliny był uważany za środek magiczny. Korzeń przypomina ludzką postać i wierzono, że jego kształt jest wskazówką do leczenia odpowiednich narządów ludzi[7].
- Mandragora była prawdopodobnie składnikiem owianej mgłą tajemnicy maści czarownic.
- Wiąże się z nią legenda, według której roślina ta wydaje z siebie zabójczy krzyk, kiedy jest wyrywana z ziemi. Wierzono, że rośnie zawsze pod szubienicami, wyrastając z nasienia wisielca, spływającego do ziemi.

## W literaturze i filmografii
Wzmianki na jej temat można znaleźć m.in. w takich dziełach jak:
- Odyseja Homera
- Romeo i Julia Szekspira
- Czekając na Godota Samuel Beckett
- Saga o Ludziach Lodu Margit Sandemo
- Harry Potter Joanne Kathleen Rowling
- Chrzest ognia Andrzeja Sapkowskiego (Roz. III)
- Boży bojownicy Andrzeja Sapkowskiego
- Jonathan Strange i pan Norrell Susanny Clarke
- Flet z Mandragory Waldemara Łysiaka
- Ich czworo Gabrieli Zapolskiej
- Pieśń nad pieśniami i Księga Rodzaju
- Imię róży Umberto Eco
- Magia zabija Ilona Andrews
- Ciało i krew Grahama Mastertona
- Wiedźmin Andrzeja Sapkowskiego
- Pan na Wisiołach. Krzyk Mandragory Piotra Kulpy
- Czarodziejka z Florencji Salmana Rushdiego
- Sklepy cynamonowe Brunona Schultza
- Piętaszek czyli Otchłanie Pacyfiku Michela Tournier

oraz w filmach:
- Labirynt fauna
- Kingsajz Juliusza Machulskiego
- serial Przygody Merlina
- Dziecko Rosemary.

## W piosenkach
- Moonchild Iron Maiden
- Zakopana Księżyc
- Kvitek Mandragory Helena Vondráčková
- Mandrake Root Deep Purple
- Mandragora Maanam
- Tears of a Mandrake Edguy
- Mandrake Root Mercyful Fate